# 보쉬 (기업)
로버트 보쉬(독일어: Robert Bosch GmbH 로베르트 보슈[*])는 자동차 및 산업 기술, 소비재 및 빌딩 기술 분야의 선도적 기업이다.

## 역사
1886년에 독일의 로베르트 보슈에 의하여 정밀기계·전기기계 제조 업체로서 설립되었으며, 1887년 가솔린 엔진용 전자제품, 점화 장치를, 1897년에 자동차 엔진용 점화 장치를 개발한 이후 자동차 전장품을 중심으로 하는 부품회사로서 지위를 확립하였다. 그 후 경영을 다각화하여 자동차 부품 외에 가전제품·라디오·텔레비전, 텔레비전 방송용 기기, 소형 영사기기, 포장기계, 전기공구 등을 제조·판매하고 있다.
독일 유수의 대(大)콘체른으로서 1917년에 주식회사가 되었으나 1937년에 이래 유한회사의 형태를 취하고 있다. 지멘스와 가정용 전기기기의 공동판매회사를 가지고 있다. 해외로도 진출하여 유럽·북미·중남미·인도에 많은 생산·판매 자회사를 가지고 있다. 2011년 기준 전 세계 30여만명의 직원이 근무하고 있으며, 2011년 회계연도에 약 514억 유로 매출을 기록하였다.
1972년에 대한민국에서 사업을 시작하였고, 용인시와 대전광역시에 기술연구소와 생산기지를 두고 있다. 한국에 있는 보쉬 관계사들은 보쉬 그룹의 한국 지사인 한국로버트보쉬㈜를 비롯하여 ㈜보쉬 전장, ETAS 코리아㈜, ㈜보쉬 렉스로스 코리아 그리고 합작 회사인 ㈜두원정공 (두원 그룹 60% 소유)이 있으며, 2011년 기준으로 3천 6백여명의 임직원들이 근무하고 있다. 2011년 기준 보쉬는 한국에서 2조 5000억 원의 매출을 기록하고 있다.

## 같이 보기
- 콘티넨탈 AG
- 지멘스 (기업)